# 神谷早矢佳
神谷 早矢佳（かみたに さやか、1997年6月22日 - ）は、日本の女性声優。兵庫県出身。アスレーベン所属。

## 来歴
日本ナレーション演技研究所卒業。2018年8月よりクレイジーボックスに所属。
初出演作は『アイドルマスター シンデレラガールズ』（南条光 役）。神谷にとって初めてのオーディションかつ初めて受かった役柄であった。
2020年5月1日より、メール配信サービス「チョクメ!」を開始。
2023年3月31日、クレイジーボックスを退所、フリー期間を経て、同年7月1日付でアトミックモンキー所属となった。
2025年7月31日、アトミックモンキーを退所、8月1日付でアスレーベンに所属。

## 人物
- 方言は関西弁[2]。
- 趣味は運動と音楽鑑賞[2]。学生時代は陸上競技に取り組み、尼崎市立大成中学校時代は平成23年度尼崎市陸上競技選手権大会 中学生の部で女子砲丸投4位[3]、第62回尼崎市民スポーツ祭の中学女子4×100mリレーで1位の選手のひとり[4]、兵庫県立尼崎北高等学校時代は1年生のときに100m走[12] ややり投[13] の種目で兵庫県の記録会に出場経験がある。ゲームと動物を好み、『シンデレラガールズ』出演前からアイドルマスターシリーズをプレイしていた[1]。
- 特技はピアノとドラム[2]。
- 『シンデレラガールズ』の南条光役を得て、2018年9月に同作のライブで初めてステージを経験。ヤマダグリーンドーム前橋の約1万人のキャパシティが初ステージとなったが、逆に経験がなかったために緊張はし過ぎずにステージを楽しむことができたと語り、その堂々とした振る舞いから、同じく同作のライブ出演が初めてだった共演者からは心強くて頼もしかったと評されている[1]。

## 出演
太字はメインキャラクター。

### テレビアニメ
- アイドルマスター シンデレラガールズ劇場 CLIMAX SEASON（2019年、南条光[14][15]）
- 継母の連れ子が元カノだった（2022年、陸上女子[16]）
- 青のオーケストラ（2023年、中学生[17]）
- シャドウバースF（2023年、職員[18]）
- 怪獣8号（2024年、女子学生[19]）
- 多数欠（2024年、成田実篤〈子供〉[16]）
- ゴリラの神から加護された令嬢は王立騎士団で可愛がられる（2025年、キース〈幼年〉[20]）

### Webアニメ
- アイドルマスター シンデレラガールズ劇場 Extra Stage（2020年 - 2021年、南条光）
- CINDERELLA GIRLS 10th Anniversary Celebration Animation ETERNITY MEMORIES（2022年、南条光）

### ゲーム
2018年
- アイドルマスター シンデレラガールズ（2018年 - 2023年、南条光） - 2作品
- 戦の海賊（焦炎の女海賊 アッシュ）

2019年
- かんぱに☆ガールズ（ピア・パレンバーグ）

2020年
- ビビッドアーミー（セリーナ）

2021年
- 少女とドラゴン -幻獣契約クリプトラクト-（クァンシィ）
- アイドルマスター ポップリンクス（南条光）

2022年
- アリスフィクション（スキピオ）

2023年
- モンスターストライク（刑部姫）

2024年
- ウマ娘 プリティーダービー（バブルガムフェロー）

2025年
- けものフレンズ3（ギュウマオウ）

### 舞台
- デビルマン 不動を待ちながら（2019年11月20日 - 11月24日、サンモールスタジオ）[31]
- 五反田タイガー 7th Stage 『WORKER ANTS と 働かないアリ』（2020年3月18日 - 3月25日、CBGKシブゲキ!! ） - ハンナ 役[32][33]
- 五反田タイガー 8th Stage『Refrain〜でも、バイバイ！〜』（2020年9月30日 - 10月04日、草月ホール）[34]
- Monkey Works Vol.06『明日は捲る』（2021年4月14日 - 18日、シアターサンモール）[35]
- 朗読劇「35年目のラブレター」（2025年5月24日 - 25日、KAAT神奈川芸術劇場 大スタジオ） - 若かりし頃の西畑皎子 役[36]

### 映像商品
2019年
- THE IDOLM@STER CINDERELLA GIRLS SS3A Live Sound Booth♪※ゲスト出演
- THE IDOLM@STER CINDERELLA GIRLS 6thLIVE MERRY-GO-ROUNDOME!!!ナゴヤドーム公演 DAY1

2020年
- THE IDOLM@STER CINDERELLA GIRLS 7thLIVE TOUR Special 3chord♪ Comical Pops!@MAKUHARI MESSE

2021年
- THE IDOLM@STER CINDERELLA GIRLS Live Broadcast 24magic 〜シンデレラたちの24時間生放送！〜

2022年
- THE IDOLM@STER CINDERELLA GIRLS 10th ANNIVERSARY M@GICAL WONDERLAND TOUR!!! MerryMaerchen Land & Celebration Land
- THE IDOLM@STER CINDERELLA GIRLS 10th ANNIVERSARY M@GICAL WONDERLAND!!!

## ディスコグラフィ

### キャラクターソング
| 発売日         | 商品名                                                                                          | 歌 | 楽曲                                                   | 備考                                                                      |
| 2010年代       | 2010年代                                                                                        | 2010年代 | 2010年代                                               | 2010年代                                                                  |
| -------------- | ----------------------------------------------------------------------------------------------- | --- | ------------------------------------------------------ | ------------------------------------------------------------------------- |
| 2018年10月31日 | THE IDOLM@STER CINDERELLA MASTER Trust me                                                       | THE IDOLM@STER CINDERELLA GIRLS!                                                                                   | 「Trust me」                                           | ゲーム『アイドルマスター シンデレラガールズ』関連曲                       |
| 2019年6月19日  | THE IDOLM@STER CINDERELLA GIRLS LITTLE STARS! TAKAMARI☆CLIMAXXX!!!!!                            | 喜多日菜子（深川芹亜）、喜多見柚（武田羅梨沙多胡）、南条光（神谷早矢佳）、日野茜（赤﨑千夏）、姫川友紀（杜野まこ） | 「TAKAMARI☆CLIMAXXX!!!!!」                             | テレビアニメ『アイドルマスター シンデレラガールズ劇場』エンディングテーマ |
| 2019年6月19日  | THE IDOLM@STER CINDERELLA GIRLS LITTLE STARS! TAKAMARI☆CLIMAXXX!!!!!                            | 南条光（神谷早矢佳）                                                                                               | 「TAKAMARI☆CLIMAXXX!!!!!」                             | テレビアニメ『アイドルマスター シンデレラガールズ劇場』関連曲             |
| 2020年代       |                                                                                                 | |                                                        |                                                                           |
| 2020年7月15日  | THE IDOLM@STER CINDERELLA GIRLS STARLIGHT MASTER 40 バベル                                      | 南条光（神谷早矢佳）                                                                                               | 「君の青春は輝いているか」                             | ゲーム『アイドルマスター シンデレラガールズ スターライトステージ』関連曲  |
| 2020年11月11日 | THE IDOLM@STER CINDERELLA GIRLS STARLIGHT MASTER GOLD RUSH! 04 ヒーローヴァーサスレイナンジョー | 南条光（神谷早矢佳）、小関麗奈（長野佑紀）                                                                         | 「ヒーローヴァーサスレイナンジョー（M@STER VERSION）」 | ゲーム『アイドルマスター シンデレラガールズ スターライトステージ』関連曲  |
| 2020年11月11日 | THE IDOLM@STER CINDERELLA GIRLS STARLIGHT MASTER GOLD RUSH! 04 ヒーローヴァーサスレイナンジョー | 南条光（神谷早矢佳）                                                                                               | 「ヒーローヴァーサスレイナンジョー（M@STER VERSION）」 | ゲーム『アイドルマスター シンデレラガールズ スターライトステージ』関連曲  |
| 2021年7月28日  | THE IDOLM@STER CINDERELLA GIRLS STARLIGHT MASTER GOLD RUSH! 09 Just Us Justice                  | 南条光（神谷早矢佳）、脇山珠美（嘉山未紗）、結城晴（小市眞琴）、上条春菜（長島光那）、片桐早苗（和氣あず未）       | 「Just Us Justice（M@STER VERSION）」                  | ゲーム『アイドルマスター シンデレラガールズ スターライトステージ』関連曲  |
| 2021年7月28日  | THE IDOLM@STER CINDERELLA GIRLS STARLIGHT MASTER GOLD RUSH! 09 Just Us Justice                  | 南条光（神谷早矢佳）                                                                                               | 「Just Us Justice（M@STER VERSION）」                  | ゲーム『アイドルマスター シンデレラガールズ スターライトステージ』関連曲  |
| 2023年6月7日   | THE IDOLM@STER CINDERELLA MASTER 066 南条光                                                     | 南条光（神谷早矢佳）                                                                                               | 「サイン・オブ・ホープ」                               | 『アイドルマスター シンデレラガールズ』関連曲                             |

## ライブ
| 公演日               | タイトル                                                                                     | 会場                                      |
| -------------------- | -------------------------------------------------------------------------------------------- | ----------------------------------------- |
| 2018年9月8日・9日    | THE IDOLM@STER CINDERELLA GIRLS SS3A Live Sound Booth♪                                       | ヤマダグリーンドーム前橋（群馬県）        |
| 2018年12月1日        | THE IDOLM@STER CINDERELLA GIRLS 6thLIVE MERRY-GO-ROUNDOME!!!                                 | ナゴヤドーム（愛知県）                    |
| 2018年12月6日        | CygamesFes2018 アイドルマスター シンデレラガールズ 7th Anniversary Memorial STAGE!!          | 幕張メッセ国際展示場（千葉県）            |
| 2019年9月3日・4日    | THE IDOLM@STER CINDERELLA GIRLS 7thLIVE TOUR Special 3chord♪ Comical Pops!                   | 幕張メッセ国際展示場 9-11ホール（千葉県） |
| 2021年11月27日・28日 | THE IDOLM@STER CINDERELLA GIRLS 10th ANNIVERSARY M@GICAL WONDERLAND TOUR!!! Celebration Land | 幕張イベントホール（千葉県）              |
| 2022年4月2日・3日    | THE IDOLM@STER CINDERELLA GIRLS 10th ANNIVERSARY M@GICAL WONDERLAND!!!                       | ベルーナドーム（埼玉県）                  |
| 2022年11月26日・27日 | THE IDOLM@STER CINDERELLA GIRLS Twinkle LIVE Constellation Gradation                         | ベルーナドーム（埼玉県）                  |
| 2023年6月10日        | THE IDOLM@STER CINDERELLA GIRLS 燿城夜祭 -かがやきよまつり-                                  | 大阪城ホール（大阪府）                    |

### シリーズ一覧
1. ↑  『シンデレラガールズ』（2018年 - 2021年）、『スターライトステージ』[21]（2018年 - 2023年）

### ユニットメンバー
1. ↑  安部菜々（三宅麻理恵）、本田未央（原紗友里）、北条加蓮（渕上舞）、鷹富士茄子（森下来奈）、鷺沢文香（M・A・O）、一ノ瀬志希（藍原ことみ）、佐久間まゆ（牧野由依）、南条光（神谷早矢佳）、喜多日菜子（深川芹亜）